# رياض الصالحين
كتاب رياض الصالحين من كلام سيد المرسلين مؤلفه الإمام يحيى بن شرف النووي الدمشقي، ويجمع في هذا الكتاب الأحاديث الصحيحة المروية عن النبي محمد بن عبد الله في جميع شؤون العقيدة والحياة، ويعرضها مرتبة في أبواب وفصول، لتكون موضوعات يسهل على القارئ العودة إليها والاستفادة منها.

## نبذة عن المؤلف
أبو زكريا يحيى بن شرف الحزامي النووي الشافعي (631هـ-1233م / 676هـ-1277م) المشهور باسم «النووي» هو مُحدّث وفقيه ولغوي مسلم، وأحد أبرز فُقهاء الشافعية، اشتهر بكتبه وتصانيفه العديدة في الفقه والحديث واللغة والتراجم، كرياض الصالحين والأربعين النووية ومنهاج الطالبين والروضة، ويوصف بأنه محرِّر المذهب الشافعي ومهذّبه، ومنقّحه ومرتبه، حيث استقر العمل بين فقهاء الشافعية على ما يرجحه النووي. ويُلقب النووي بشيخ الشافعية، فإذا أُطلق لفظ «الشيخين» عند الشافعية أُريد بهما النووي وأبو القاسم الرافعي القزويني.

## نبذة عن الكتاب
يضم الكتاب 1903 أحاديث مروية مكتفيا بالمتن بدون ذكر السند مبتدئا بالصحابي، وبالتابعي نادراً، وينقل أقوال الرسول محمد ﷺ وأفعاله كما يرويها الصحابة، وفي حالات قليلة ينقل بعض أقوال الصحابة وأفعالهم متأسيين بالرسول محمد أو مجتهدين بهديه. قال النووي عن كتابه:«فرأيت أن أجمع مختصرا من الأحاديث الصحيحة وألتزم فيه ألا أذكر إلا حديثًا صحيحًا من الواضحات مضافًا إلى الكتب الصحيحة المشهورات» وقد حققه عدد من المعاصرين فضعفوا بعض أحاديث الرياض ومنهم الشيخ الألباني والأرناؤوط وحكموا على نسبة 3% من الكتاب بالضعف ومع ذلك فأن هذه النتيجة تفيد أنه بلغ درجة عالية من الصحة، ويوزع الأحاديث في تسعة عشر (كتابًا) عدا المقدمات ويضم الكتاب عدة أبواب يختلف عددها باختلاف موضوعها، والأبواب مرقمة بالعدد المتسلسل من أول الكتاب إلى نهايته، يبلغ مجموعها ثلاثمائة واثنان وسبعون باباً. وهي مقسمة على الكتب كما يلي:
1. المقدمات (83 باباً)
2. كتاب الأدب (16 باباً)
3. كتاب أدب الطعام (17 باباً)
4. كتاب اللباس (10 أبواب)
5. كتاب آداب النوم والاضطجاع (4 أبواب)
6. كتاب السلام (13 باباً)
7. كتاب عيادة المريض (22 باباً)
8. كتاب آداب السفر (14 باباً)
9. كتاب الفضائل (52 باباً)
10. كتاب الاعتكاف (باب واحد)
11. كتاب الحج (باب واحد)
12. كتاب الجهاد (7 أبواب)
13. كتاب العلم (باب واحد)
14. كتاب حمد الله تعالى وشكره (باب واحد)
15. كتاب الصلاة على رسول الله صلى الله عليه وسلم (باب واحد)
16. كتاب الأذكار  (6 أبواب)
17. كتاب الدعوات  (4 أبواب)
18. كتاب الأمور المنهي عنها (116 باباً)
19. كتاب المنثورات والملح (باب واحد)
20. كتاب الاستغفار (بابان)

## أبواب الكتاب
عناوين أقسام الكتاب وأبوابه كما هي في طبعة دار ابن كثير، تحقيق الدكتور ماهر ياسين الفحل رئيس قسم الحديث - كلية العلوم الإسلامية - جامعة الأنبار:
1. باب الإخلاص وإحضار النية في جميع الأعمال والأقوال
2. باب التوبـــة
3. باب الصبر
4. باب الصدق
5. باب المراقبة
6. باب في التقوى
7. باب في اليقين والتوكل
8. باب في الاستقامة
9. باب في التفكر في عظيم مخلوقات الله تعالى وفناء الدنيا وأهوال الآخرة وسائر أمورهما وتقصير النفس وتهذيبها وحملها على الاستقامة
10. باب في المبادرة إلى الخيرات وحث من توجه لخير على الإقبال عليه بالجد من غير تردد
11. باب في المجاهدة
12. باب الحث على الازدياد من الخير في أواخر العمر
13. باب في بيان كثرة طرق الخير
14. باب في الاقتصاد في العبادة
15. باب في المحافظة على الأعمال
16. باب في الأمر بالمحافظة على السنة وآدابها
17. باب في وجوب الانقياد لحكم الله وما يقوله من دعي إلى ذلك وأمر بمعروف أو نهي عن منكر
18. باب النهي عن البدع ومحدثات الأمور
19. باب فيمن سن سنة حسنة أو سيئة
20. باب في الدلالة على الخير والدعاء إلى هدى أو ضلالة
21. باب في التعاون على البر والتقوى
22. باب في النصيحة
23. باب في الأمر بالمعروف والنهي عن المنكر
24. باب تغليظ عقوبة من أمر بمعروف أو نهى عن منكر وخالف قوله فعله
25. باب الأمر بأداء الأمانة
26. باب تحريم الظلم والأمر برد المظالم
27. باب تعظيم حرمات المسلمين وبيان حقوقهم والشفقة عليهم ورحمتهم
28. باب ستر عورات المسلمين والنهي عن إشاعتها لغير ضرورة
29. باب قضاء حوائج المسلمين
30. باب الشفاعة
31. باب الإصلاح بين الناس
32. باب فضل ضعفة المسلمين والفقراء والخاملين
33. باب ملاطفة اليتيم والبنات وسائر الضعفة والمساكين والمنكسرين والإحسان إليهم والشفقة عليهم والتواضع معهم وخفض الجناح لهم
34. باب الوصية بالنساء
35. باب حق الزوج على المرأة
36. باب النفقة على العيال
37. باب الإنفاق مما يحب ومن الجيد
38. باب وجوب أمره أهله وأولاده المميزين وسائر من في رعيته بطاعة الله تعالى ونهيهم عن المخالفة وتأديبهم ومنعهم من ارتكاب منهي عنه
39. باب حق الجار والوصية به
40. باب بر الوالدين وصلة الأرحام
41. باب تحريم العقوق وقطيعة الرحم
42. باب فضل بر أصدقاء الأب والأم والأقارب والزوجة وسائر من يندب إكرامه
43. باب إكرام أهل بيت رسول الله صلى الله عليه وسلم وبيان فضلهم
44. باب توقير العلماء والكبار وأهل الفضل وتقديمهم على غيرهم ورفع مجالسهم وإظهار مرتبتهم
45. باب زيارة أهل الخير ومجالستهم وصحبتهم ومحبتهم وطلب زيارتهم والدعاء منهم وزيارة المواضع الفاضلة
46. باب فضل الحب في الله والحث عليه وإعلام الرجل من يحبه، أنه يحبه، وماذا يقول له إذا أعلمه
47. باب علامات حب الله تعالى للعبد والحث على التخلق بها والسعي في تحصيلها
48. باب التحذير من إيذاء الصالحين والضعفة والمساكين
49. باب إجراء أحكام الناس على الظاهر وسرائرهم إلى الله تعالى
50. باب الخوف
51. باب الرجاء
52. باب فضل الرجاء
53. باب الجمع بين الخوف والرجاء
54. باب فضل البكاء من خشية الله وشوقًا إليه
55. باب فضل الزهد في الدنيا والحثِّ على التقلل منها وفضل الفقر
56. باب فضل الجوع وخشونة العيش والاقصار على القليل من المأكول والمشروب والملبوس وغيرها من حظوظ النفس وترك الشهوات
57. باب القناعة والعفاف والاقتصاد في المعيشة والانفاق وذم السؤال من غير ضرورة
58. باب جواز الأخذ من غير مسألة ولا تطلع إليه
59. باب الحث على الأكل من عمل يده والتعفف به عن السؤال والتعرض للإعطاء
60. باب الكرم والجود والانفاق في وجوه الخير ثقة بالله تعالى
61. باب النهي عن البخل والشح
62. باب الإيثار والمواساة
63. باب التنافس في أمور الآخرة والاستكثار مما يتبرك به
64. باب فضل الغني الشاكر وهو من أخذ المال من وجهه وصرفه في وجوهه المأمور بها
65. باب ذكر الموت وقِصر الأمل
66. باب استحباب زيارة القبور للرجال ومايقوله الزائر
67. باب كراهية تمني الموت بسبب ضّر نزل به ولا بأس به لخوف الفتنة في الدين
68. باب الورع وترك الشبهات
69. باب استحباب العزلة عند فساد الناس والزمان أو الخوف من فتنة في الدين ووقوع في حرام وشبهات ونحوها
70. باب فضل الاختلاط بالناس وحضور جمعهم وجماعاتهم، ومشاهد الخير، ومجالس الذكر معهم، وعيادة مريضهم، وحضور جنائزهم، ومواساة محتاجهم، وإرشاد جاهلهم، وغير ذلك من مصالحهم لمن قدر على الأمر بالمعروف والنهي عن المنكر، وقمع نفسه عن الإيذاء وصبر عليه
71. باب التواضع وخفض الجناح للمؤمنين
72. باب تحريم الكبر والإعجاب
73. باب حسن الخلق
74. بال الحلم والأناة والرفق
75. باب العفو والإعراض عن الجاهلين
76. باب احتمال الأذى
77. باب الغضب إذا أنتهكت حرمات الشرع والانتصار لدين الله تعالى
78. باب أمر ولاة الأمور بالرفق برعاياهم ونصيحتهم والشفقة عليهم والنهي عن غشهم والتشديد عليهم وإهمال مصالحهم والغفلة عنهم وعن حوائجهم
79. باب الوالي العادل
80. باب وجوب طاعة ولاة الأمر في غير معصية وتحريم طاعتهم في المعصية
81. باب النهي عن سؤال الإمارة واختيار ترك الولايات إذا لم يتعين عليه أو تدعو حاجة إليه
82. باب حث السلطان والقاضي وغيرهما من ولاة الأمور على اتخاذ وزير صالح وتحذيرهم من قرناء السوء والقبول منهم
83. باب النهي عن تولية الإمارة والقضاء وغيرهما من الولايات لمن سألها، أو حرص عليها فعرض بها
84. 1- بداية كتاب الآدب - باب الحياء وفضله والحث على التخلق به
85. باب حفظ السر
86. باب الوفاء بالعهد وإنجاز الوعد
87. باب المحافظة على ما اعتاده من الخير
88. باب استحباب طيب الكلام وطلاقة الوجه عند اللقاء
89. باب استحباب بيان الكلام وإيضاحه للمخاطب وتكريره ليفهم إذا لم يفهم إلا بذلك
90. باب إصغاء الجليس لحديث جليسه الذي ليس بحرام واستنصات العالم والواعظ حاضري مجلسه
91. باب الوعظ والاقتصاد فيه
92. باب الوقار والسكينة
93. باب الندب إلى إتيان الصلاة والعلم ونحوهما من العبادات بالسكينة والوقار
94. باب إكرام الضيف
95. باب استحباب التبشير والتهنئة بالخير
96. باب وداع الصاحب ووصيته عند فراقه للسفر وغيره والدعاء له وطلب الدعاء منه
97. باب الإستخارة والمشاورة
98. باب استحباب الذهاب للعيد وعيادة المريض والحج والغزو والجنازة ونحوها من طريق، والرجوع من طريق أخر لتكثير مواضع العبادة
99. باب إستحباب تقديم اليمين في كل ماهو من التكريم
100. 2- بداية كتاب آدب الطعام - باب التسمية في أوله والحمد في آخره
101. باب لا يعيب الطعام واستحباب مدحه
102. باب ما يقوله من حضر الطعام وهو صائم إذا لم يفطر
103. باب ما يقوله من دعي إلى طعام فتبعه غيره
104. باب الأكل مما يليه ووعظه وتأديبه من يسئ أكله
105. باب النهي عن القران بين تمرتين ونحوهما إذا أكل جماعة إلا بإذن رفقته
106. باب ما يقوله  ويفعله من يأكل ولايشبع
107. باب الأمر بالأكل من جانب القصعة والنهي عن الأكل من وسطها
108. باب كراهية الأكل متكئاً
109. باب استحباب الأكل بثلاثة أصابع
110. باب تكثير الأيدي على الطعام
111. باب أدب الشرب واستحباب التنفس ثلاثا خارج الإناء وكراهة التنفس في الإناء واستحباب إدارة الإناء على الأيمن فالأيمن بعد المبتدئ
112. باب كراهية الشرب من فم القربة ونحوها وبيان أنه كراهة تنزيه لاتحريم
113. باب كراهة النفخ في الشراب
114. باب بيان جواز الشرب قائماً وبيان أن الأكمل والأفضل الشرب قاعداً
115. باب استحباب كون ساقي القوم آخرهم شرباً
116. باب جواز الشرب من جميع الأواني الطاهرة غير الذهب والفضة وجواز الكرع
117. بداية كتاب اللباس - باب استحباب الثوب الأبيض، وجواز الأحمر والأخضر والأصفر والأسود، وجوازه من قطن وكتان وشعر وصوف وغيرها إلا الحرير
118. باب استحباب القميص
119. باب صفة طول القميص والكم والأزرار وطرف العمامة وتحريم إسبال شيء من ذلك على سبيل الخيلاء وكراهته من غير خيلاء
120. باب استحباب ترك الرفع في اللباس تواضعاً
121. باب استحباب التوسط في اللباس ولا يقتصر على ما يزري به لغير حاجة ولامقصود شرعي
122. باب تحريم لباس الحرير على الرجال وتحريم جلوسهم عليه واستنادهم إليه وجواز لبسه للنساء
123. باب جواز لبس الحرير لمن به حكة
124. باب النهي عن افتراش جلود النمور والركوب عليها
125. باب ما يقول إذا لبس ثوبًا جديدًا أو نعلاً أو نحوه
126. باب استحباب الإبتداء باليمين في اللباس
127. بداية كتاب آداب النوم والاضطجاع والقعود والمجلس والجليس والرؤيا - باب مايقوله عند النوم
128. باب جواز الاستلقاء على القفا ووضع إحدى الرجلين على الأخرى إذا لم يخف انكشاف العورة وجواز القعود متربعاً ومحتبياً
129. باب في آداب المجلس والجليس
130. باب الرؤيا وما يتعلق بها
131. بداية كتاب السلام - باب فضل السلام والأمر بإفشائه
132. باب كيفية السلام
133. باب آداب السلام
134. باب استحباب إعادة السلام على من تكرر لقاؤه على قرب
135. باب استحباب السلام إذا دخل بيته
136. باب السلام على الصبيان
137. باب سلام الرجل على زوجته والمرأة من محارمه، وعلى أجنبية وأجنبيات لا يخاف الفتنة بهن وسلامهن بهذا الشرط
138. باب تحريم ابتدائنا الكافر بالسلام وكيفية الرد عليهم واستحباب السلام على أهل مجلس فيهم مسلمون وكفار
139. باب استحباب السلام إذا قام من المجلس وفارق جلساءه أو جليسه
140. باب الإستئذان وآدابه
141. باب بيان أن السنة إذا قيل للمستأذِن: من أنت؟ أن يقول فلان، فيسمي نفسه بما يعرف به من اسم أو كنية وكراهة قوله: أنا ونحوها
142. باب إستحباب تشميت العاطس إذا حمد الله تعالى وكراهة تشميته إذا لم يحمد الله تعالى وبيان آداب التشميت والعطاس والتثاؤب
143. باب إستحباب المصافحة عند اللقاء وبشاشة الوجه وتقبيل يد الرجل الصالح وتقبيل ولده شفقة ومعانقة القادم من سفر وكراهية الانحناء
144. بداية كتاب عيادة المريض وتشييع الميت والصلاة عليه وحضور دفنه والمكث عند قبره بعد دفنه - باب عيادة المريض
145. باب ما يدعى به للمريض
146. باب استحباب سؤال أهل المريض عن حاله
147. باب ما يقوله من أيس من حياته
148. باب استحباب وصية أهل المريض ومن يخدمه بالإحسان إليه واحتماله والصبر على ما يشق من أمره وكذا الوصية بمن قرب سبب موته بحد أو قصاص ونحوهما
149. باب جواز قول المريض: أنا وجع أو شديد الوجع أو موعوك وارأساه ونحو ذلك، وبيان أنه لاكراهة في ذلك إذا لم يكن على سبيل التسخط وإظهار الجزع
150. باب تلقين المختصر: لا إله إلا الله
151. باب ما يقوله بعد تغميض الميت
152. باب ما يقال عند الميت وما يقوله من مات له ميت
153. باب جواز البكاء على الميت بغير ندب ولا نياحة
154. باب الكف عما يرى من الميت من مكروه
155. باب الصلاة على الميت وتشييعه وحضور دفنه وكراهة اتباع النساء الجنائز
156. باب استحباب تكثير المصلين على الجنازة وجعل صفوفهم ثلاثة فأكثر
157. باب ما يقرأ في صلاة الجنازة
158. باب الإسراع بالجنازة
159. باب تعجيل قضاء الدين عن الميت والمبادرة إلى تجهيزه إلا أن يموت فجأة فيترك حتى يتيقن موته
160. باب الموعظة عند القبر
161. باب الدعاء للميت بعد دفنه والقعود عند قبره ساعة للدعاء له والاستغفار والقراءة
162. باب الصدقة عن الميت والدعاء له
163. باب ثناء الناس على الميت
164. باب فضل من مات له أولاد صغار
165. باب البكاء والخوف عند المرور بقبور الظالمين ومصارعهم وإظهار الافتقار إلى الله تعالى والتحذير من الغفلة عن ذلك
166. بداية كتاب آداب السفر - باب استحباب الخروج يوم الخميس واستحبابه أول النهار
167. باب استحباب طلب الرفقة وتأميرهم على أنفسهم واحدا يطيعونه
168. باب آداب السير والنزول والمبيت والنوم في السفر واستحباب السرى والرفق بالدواب ومراعاة مصلحتها وأمر من قصر بحقها بالقيام بحقها وجواز الإرداف على الدابة إذا كانت تطيق ذلك
169. باب إعانة الرفيق
170. باب ما يقول إذا ركب دابة السفر
171. باب تكبير المسافر إذا صعد الثنايا وشبهها، وتسبيحه إذا هبط الأودية ونحوها، والنهي عن المبالغة برفع الصوت بالتكبير ونحوها
172. باب إستحباب الدعاء في السفر
173. باب ما يدعو به إذا خاف ناساً أو غيرهم
174. باب ما يقول إذا نزل منزلاً
175. باب استحباب تعجيل المسافر الرجوع إلى أهله إذا قضى حاجته
176. باب استحباب القدوم على أهله نهارا وكراهته في الليل لغير حاجة
177. باب ما يقول إذا رجع وإذا رأى بلدته
178. باب استحباب ابتداء القدوم بالمسجد الذي في جواره وصلاته فيه ركعتين
179. باب  تحريم سفر المرأة وحدها
180. بداية كتاب الفضائل - باب  فضل قراءة القرآن
181. باب الأمر بتعهد القرآن والتحذير من تعريضه للنسيان
182. باب استحباب تحسين الصوت بالقرآن وطلب القراءة من حسن الصوت والاستماع لها
183. باب الحث على سور وآيات مخصوصة
184. باب استحباب الاجتماع على القراءة
185. باب فضل الوضوء
186. باب فضل الآذان
187. باب فضل الصلوات
188. باب فضل صلاة الصبح والعصر
189. باب فضل المشي إلى المساجد
190. باب فضل انتظار الصلاة
191. باب فضل صلاة الجماعة
192. باب الحث على حضور الجماعة في الصبح والعشاء
193. باب الأمر بالمحافظة على الصلوات المكتوبات والنهي الأكيد والوعيد الشديد في تركهن
194. باب فضل الصف الأول والأمر بإتمام الصفوف الأول وتسويتها والتراص فيها
195. باب فضل السنن الراتبة مع الفرائض وبيان أقلها وأكملها وما بينهما
196. باب تأكيد ركعتي سنة الصبح
197. باب  تخفيف ركعتي الفجر وبيان ما يقرأ فيهما وبيان وقتهما
198. باب استحباب الاضطجاع بعد ركعتي الفجر على جنبه الأيمن والحث عليه سواء كان تهجد بالليل أم لا
199. باب سنة الظهر
200. باب سنة العصر
201. باب سنة المغرب بعدها وقبلها
202. باب سنة العشاء بعدها وقبلها
203. باب سنة الجمعة
204. باب استحباب جعل النوافل في البيت سواء الراتبة وغيرها والأمر بالتحول للنافلة من موقع الفريضة أو الفصل بينهما بكلام
205. باب الحث على صلاة الوتر وبيان أنه سنة مؤكدة وبيان وقته
206. باب فضل صلاة الضحى وبيان أقلها وأكثرها وأوسطها والحث على المحافظة عليها
207. باب تجويز صلاة الضحى من ارتفاع الشمس إلى زوالها والأفضل أن تصلى عند اشتداد الحر وارتفاع الضحى
208. باب الحث على صلاة تحية المسجد بركعتين وكراهة الجلوس قبل أن يصلي ركعتين في أي وقت دخل
209. باب استحباب ركعتين بعد الوضوء
210. باب فضل يوم الجمعة ووجوبها والاغتسال لها والطيب والتبكير إليها والدعاء يوم الجمعة والصلاة على النبي ﷺ وفيه بيان ساعة الإجابة واستحباب إكثار ذكر الله تعالى بعد الجمعة
211. باب استحباب سجود الشكر عند حصول نعمة ظاهرة أو اندفاع بلية ظاهرة
212. باب فضل قيام الليل
213. باب استحباب قيام رمضان وهو التراويح
214. باب فضل قيام ليلة القدر وبيان أرجى لياليها
215. باب فضل السواك وخصال الفطرة
216. باب تأكيد وجوب الزكاة وبيان فضلها وما يتعلق بها
217. باب وجوب صوم رمضان وبيان فضل الصيام وما يتعلق به
218. باب الجود وفعل المعروف والإكثار من الخير في شهر رمضان والزيادة من ذلك في العشر الأواخر منه
219. باب النهي عن تقدم رمضان بصوم بعد نصف شعبان إلا لمن وصله بما قبله أو وافق عادة له بأن كان عادته صوم الإثنين والخميس فوافقه
220. باب ما يقال عند رؤية الهلال
221. باب فضل السحور وتأخيره ما لم يخش طلوع الفجر
222. باب فضل تعجيل الفطر وما يفطر عليه وما يقوله بعد الإفطار
223. باب أمر الصائم بحفظ لسانه وجوارحه عن المخالفات والمشاتمة ونحوها
224. باب في مسائل من الصوم
225. باب فضل صوم المحرم وشعبان والأشهر الحرم
226. باب فضل الصوم وغيره في العشر الأول من ذي الحجة
227. باب فضل صوم يوم عرفة وعاشوراء وتاسوعاء
228. باب استحباب صوم ستة أيام من شوال
229. باب استحباب صوم الاثنين والخميس
230. باب استحباب صوم ثلاثة أيام من كل شهر
231. باب فضل من فطر صائما وفضل الصائم الذي يؤكل عنده ودعاء الآكل للمأكول عنده
232. بداية كتاب الاعتكاف – باب فضل الإعتكاف  في رمضان
233. بداية كتاب الحج – باب وجوب الحج وفضله
234. بداية كتاب الجهاد – باب وجوب الجهاد وفضل الغدوة والروحة
235. باب بيان جماعة من الشهداء في ثواب الآخرة يغسلون ويصلى عليهم بخلاف القتيل في حرب الكفار
236. باب فضل العتق
237. باب فضل الإحسان إلى المملوك
238. باب فضل المملوك الذي يؤدي حق الله وحق مواليه
239. باب فضل العبادة في الهرج وهو الاختلاط والفتن ونحوها
240. باب فضل السماحة في البيع والشراء والأخذ والعطاء وحسن القضاء والتقاضي وإرجاع المكيال والميزان، والنهي عن التطفيف وفضل إنظار الموسر المعسر والوضع عنه
241. بداية كتاب العلم – باب فضل العلم تعلما وتعليما لله
242. بداية كتاب حمد الله تعالى وشكره – باب فضل الحمد والشكر
243. بداية كتاب الصلاة على رسول الله صلى الله عليه وسلم – باب الأمر بالصلاة عليه وفضلها وبعض صيغها
244. بداية كتاب الأذكار – باب فضل الذكر والحث عليه
245. باب ذكر الله تعالى قائما وقاعدا ومضطجعا ومحدثا وجنبا وحائضا إلا القرآن فلا يحل لجنب ولا حائض
246. باب ما يقوله عند نومه واستيقاظه
247. باب فضل حلق الذكر والندب إلى ملازمتها والنهي عن مفارقتها لغير عذر
248. باب الذكر عند الصباح والمساء
249. باب ما يقوله عند النوم
250. بداية كتاب الدعوات - باب الأمر بالدعاء وفضله وبيان جمل من أدعيته ﷺ
251. باب فضل الدعاء بظهر الغيب
252. باب في مسائل من الدعاء
253. باب كرامات الأولياء وفضلهم
254. بداية كتاب الأمور المنهي عنها – باب تحريم الغيبة والأمر بحفظ اللسان
255. باب تحريم سماع الغيبة وأمر من سمع غيبة محرمة بردها، والإنكار على قائلها فإن عجز أو لم يقبل منه فارق ذلك المجلس إن أمكنه
256. باب ما يباح من الغيبة
257. باب تحريم النميمة وهي نقل الكلام بين الناس على جهة الإفساد
258. باب النهي عن نقل الحديث وكلام الناس إلى ولاة الأمور إذا لم تدع إليه حاجة كخوف مفسدة ونحوه
259. باب ذم ذي الوجهين
260. باب تحريم الكذب
261. باب بيان ما يجوز من الكذب
262. باب الحث على التثبت فيما يقوله ويحكيه
263. باب بيان غلظ تحريم شهادة الزور
264. باب تحريم لعن إنسان بعينه أو دابة
265. باب جواز لعن أصحاب المعاصي غير المعينين
266. باب تحريم سب المسلم بغير حق
267. باب تحريم سب الأموات بغير حق ومصلحة شرعية
268. باب النهي عن الإيذاء
269. باب النهي عن التباغض والتقاطع والتدابر
270. باب تحريم الحسد
271. باب النهي عن التجسس والتسمع لكلام من يكره استماعه
272. باب النهي عن سوء الظن بالمسلمين من غير ضرورة
273. باب تحريم احتقار المسلمين
274. باب النهي عن إظهار الشماتة بالمسلم
275. باب تحريم الطعن في الأنساب الثابتة في ظاهر الشرع
276. باب النهي عن الغش والخداع
277. باب تحريم الغدر
278. باب النهي عن المن بالعطية ونحوها
279. باب النهي عن الافتخار والبغي
280. باب تحريم الهجران بين المسلمين فوق ثلاثة أيام إلا لبدعة في المهجور، أو تظاهر بفسق أو نخو ذلك
281. باب النهي عن تناجي اثنين دون الثالث بغير إذنه إلا لحاجة وهو أن يتحدثا سراً بحيث لا يسمعها وفي معناه ما إذا تحدثا بلسان لا يفهمه
282. باب النهي عن تعذيب العبد والدابة والمرأة والولد بغير سبب شرعي أو زائد على قدر الأدب
283. باب تحريم التعذيب بالنار في كل حيوان حتى النملة ونحوها
284. باب تحريم مطل الغني بحق طلبه صاحبه
285. باب كراهة عود الإنسان في هبة لم يسلمها إلى الموهوب له
286. باب تأكيد تحريم مال اليتيم
287. باب تغليظ تحريم الربا
288. باب تحريم الرياء
289. باب ما يتوهم أنه رياء وليس هو رياء
290. باب تحريم النظر إلى المرأة الأجنبية والأمرد الحسن لغير حاجة شرعية
291. باب تحريم الخلوة بالأجنبية
292. باب تحريم تشبه الرجال بالنساء والنساء بالرجال في لباس وحركة وغير ذلك
293. باب النهي عن التشبه بالشيطان والكفار
294. باب نهي الرجل والمرأة عن خضاب شعرهما بسواد
295. باب النهي عن القزع وهو حلق بعض الرأس دون بعض وإباحة حلقه كله للرجل دون المرأة
296. باب تحريم وصل الشعر والوشم والوشر وهو تحديد الأسنان
297. باب النهي عن نتف الشيب من اللحية والرأس وغيرهما، وعن نتف الأمرد شعر لحيته عند أول طلوعه
298. باب كراهية الاستنجاء باليمين ومس الفرج باليمين من غير عذر
299. باب كراهة المشي في نعل واحدة أو خف واحد لغير عذر
300. باب النهي عن ترك النار في البيت عند النوم ونحوه سواء كانت في سراج أو غيره
301. باب النهي عن التكلف وهو فعل وقول ما لا مصلحة فيه بمشقة
302. باب تحريم النياحة على الميت ولطم الخد وشق الجيب ونتف الشعر وحلقه والدعاء بالويل والثبور
303. باب النهي عن إتيان الكهان والمنجمين والعراف وأصحاب الرمل والطوارق
304. باب النهي عن التطير
305. باب تحريم تصوير الحيوان في بساط أو حجر أو ثوب أو درهم أو مخدة أو دينار أو وسادة وغير ذلك
306. باب تحريم اتخاذ الكلب إلا لصيد أو ماشية أو زرع
307. باب كراهية تعليق الجرس في البعير وغيره من الدواب وكراهية استصحاب الكلب والجرس في السفر
308. باب كراهة ركوب الجلالة
309. باب النهي عن البصاق في المسجد والأمر بإزالته منه إذا وجد فيه، والأمر بتنزيه المسجد عن الأقذار
310. باب كراهية الخصومة في المسجد ورفع الصوت فيه ونشد الضالة والبيع والشراء والإجازة ونحوها من المعاملات
311. باب نهي من أكل ثوما أو بصلا أو كراثا أو غيره مما له رائحة كريهة عن دخول المسجد قبل زوال رائحته إلا لضرورة
312. باب كراهية الاحتباء يوم الجمعة والإمام يخطب لأنه يجلب النوم فيفوت استماع الخطبة ويخاف انتقاض الوضوء
313. باب نهي من دخل عليه عشر ذي الحجة وأراد أن يضحي عن أخذ شيء من شعره أو أظفاره حتى يضحي
314. باب النهي عن الحلف بمخلوق كالنبي صلى الله عليه وسلم والكعبة والملائكة والسماء وابإباء والحياة والروح والرأس وحياة السلطان ونعمة السلطان وتربة فلان والأمانة، وهي من أشدها نهياً
315. باب تغليظ اليمين الكاذبة عمدا
316. باب ندب من حلف على يمين فرأى غيرها خيرا منها أن يفعل ذلك المحلوف عليه ثم يكفر عن يمينه
317. باب العفو عن لغو اليمين وأنه لا كفارة فيه وهو ما يجري على اللسان بغير قصد اليمين
318. باب كراهة الحلف في البيع وإن كان صادقا
319. باب كراهة أن يسأل الإنسان بوجه الله عز وجل غير الجنة
320. باب تحريم قول شاهنشاه
321. باب النهي عن مخاطبة الفاسق والمبتدع ونحوهما بسيد ونحوه
322. باب كراهة سب الحمى
323. باب النهي عن سب الريح وبيان ما يقال عند هبوبها
324. باب كراهة سب الديك
325. باب النهي عن قول الإنسان مطرنا بنوء كذا
326. باب تحريم قوله لمسلم يا كافر
327. باب النهي عن الفحش وبذاء اللسان
328. باب كراهة التقعير في الكلام والتشدق فيه وتكلف الفصاحة واستعمال وحشي اللغة ودقائق الإعراب في مخاطبة العوام ونحوهم
329. باب كراهة قوله خبثت نفسي
330. باب كراهة تسمية العنب كرما
331. باب النهي عن وصف محاسن المرأة لرجل إلا أن يحتاج إلى ذلك لغرض شرعي كنكاحها ونحوه
332. باب كراهة قول الإنسان: اللهم اغفر لي إن شئت بل يجزم بالطلب
333. باب كراهة قول: ما شاء الله وشاء فلان
334. باب كراهة الحديث بعد العشاء الآخرة
335. باب تحريم امتناع المرأة من فراش زوجها إذا دعاها ولم يكن لها عذر شرعي
336. باب تحريم صوم المرأة تطوعا وزوجها حاضر إلا بإذنه
337. باب تحريم رفع المأموم رأسه من الركوع أو السجود قبل الإمام
338. باب كراهة وضع اليد على الخاصرة في الصلاة
339. باب كراهة الصلاة بحضرة الطعام ونفسه تتوق إليه أو مع مدافعة الأخبثين: وهما البول والغائط
340. باب النهي عن رفع البصر إلى السماء في الصلاة
341. باب كراهة الالتفاف في الصلاة لغير عذر
342. باب النهي عن الصلاة إلى القبور
343. باب تحريم المرور بين يدي المصلي
344. باب كراهة شروع المأموم في نافلة بعد شروع المؤذن في إقامة الصلاة، سواء كانت النافلة سنة تلك الصلاة أو غيرها
345. باب كراهة تخصيص يوم الجمعة بصيام أو ليلته بصلاة من بين الليالي
346. باب تحريم الوصال في الصوم وهو أن يصوم يومين أو أكثر ولا يأكل ولا يشرب بينهما
347. باب تحريم الجلوس على قبر
348. باب النهي عن تجصيص القبور والبناء عليها
349. باب تغليظ تحريم إباق العبد من سيده
350. باب تحريم الشفاعة في الحدود
351. باب النهي عن التغوط في طريق الناس وظلهم وموارد الماء ونحوها
352. باب النهي عن البول ونحوه في الماء الراكد
353. باب كراهة تفضيل الوالد بعض أولاده على بعض في الهبة
354. باب تحريم إحداد المرأة على ميت فوق ثلاثة أيام إلا على زوجها أربعة أشهر وعشرة أيام
355. باب تحريم بيع الحاضر للبادي وتلقي الركبان والبيع على بيع أخيه والخطبة على خطبته إلا أن يأذن أو يرد
356. باب النهي عن إضاعة المال في غير وجوهه التي أذن الشرع فيها
357. باب النهي عن الإشارة إلى مسلم بسلاح ونحوه سواء أكان جادا أو مازحا، والنهي عن تعاطي السيف مسلولا
358. باب كراهة الخروج من المسجد بعد الأذان إلا بعذر حتى يصلي المكتوبة
359. باب كراهة رد الريحان لغير عذر
360. باب كراهة المدح في الوجه لمن خيف عليه مفسدة من إعجاب ونحوه، وجواز لمن أمن ذلك في حقه
361. باب كراهة الخروج من بلد وقع فيها الوباء فرارا منه وكراهة
362. باب التغليظ في تحريم السحر
363. باب النهي عن المسافرة بالمصحف إلى بلاد الكفار إذا خيف وقوعه بأيدي العدو
364. باب تحريم استعمال إناء الذهب وإناء الفضة في الأكل والشرب والطهارة وسائر وجوه الاستعمال
365. باب تحريم لبس الرجل ثوبا مزعفرا
366. باب النهي عن صمت يوم إلى الليل
367. باب تحريم انتساب الإنسان إلى غير أبيه وتوليه إلى غير مواليه
368. باب التحذير من ارتكاب ما نهى الله عز وجل ورسوله ﷺ عنه
369. باب ما يقوله ويفعله من ارتكب منهيا عنه
370. باب كتاب المنثورات والملح – باب أحاديث الدجال وأشراط الساعة وغيرها
371. باب كتاب الاستغفار – باب الأمر بالإستغفار وفضله
372. باب بيان ما أعد الله تعالي للمؤمنين في الجنة

## مخطوطات الكتاب
من المخطوطات المعتمدة في طبعة دار المنهاج بجدة مخطوطة كتبت سنة 717 هـ بخط عبد الرحمن بن الشيخ حسن بن شعبان بن رجب الدياربكري الحصن المنصوري المعروف بالمقري الحنفي، وهي من مقتنيات مكتبة دوغملي بابا في إسطنبول.

## طبعات الكتاب
- رياض الصالحين، تحقيق: مجموعة من العلماء، تخريج: محمد ناصر الدين الألباني. الناشر: المكتب الإسلامي، الطبعة الأولى (1412 - 1992)
- رياض الصالحين، تحقيق: عبد العزيز رباح، أحمد يوسف الدقاق.
- رياض الصالحين، تحقيق: عبد الله بن عبد المحسن التركي
- رياض الصالحين، تحقيق: ماهر بن ياسين الفحل؛ دار ابن كثير (2007) وهناك طبعة أخرى للدار العالمية للنشر والتوزيع.
- رياض الصالحين، تحقيق: عصام موسى هادي؛ الناشر: دار الدليل الأثرية، السعودية؛ دار الريان، بيروت الطبعة الرابعة (2007).
- رياض الصالحين، تحقيق: علي حسن عبد الحميد الحلبي؛ دار ابن الجوزي الطبعة الأولى (1421هـ).
- رياض الصالحين، تحقيق: خليل الخطيب؛ دار الكتاب الحديث.
- رياض الصالحين، تحقيق محمود المصري؛ مكتبة المجلد العربي.

## شروح رياض الصالحين
- دليل المعاصرين لشرح أبواب رياض الصالحين من كلام سيد المرسلين - اعتني به وقام بالتعليق على أحاديثه وشرح أبوابه محمد وسام الدين، الناشر: دار الوسام.
- نزهة المتقين شرح رياض الصالحين، تأليف: مصطفى سعيد الخن، مصطفى البغا، محي الدين مستو، علي الشربجي، محمد أمين لطفي؛ الناشر: دار الرسالة.
- شرح رياض الصالحين، تأليف محمد بن صالح العثيمين؛ مدار الوطن للنشر (1426هـ).
- رياض الصالحين، أوضح معاني أحاديثه مصطفى محمد عماره؛ دار إحياء الكتب العلمية.
- بهجة الناظرين شرح رياض الصالحين، سليم بن عيد الهلالي؛ دار ابن الجوزي.
- زاد الواعظين من رياض الصالحين، تأليف عبد الرؤوف بن محمد بن أحمد الكمالي؛ الناشر: دار البشائر الإسلامية (1433 - 2012).
- كنوز رياض الصالحين، تأليف: حمد بن ناصر بن عبد الرحمن العمار؛ الناشر: دار كنوز إشبيليا (1430 - 2009).
- دليل الفالحين لطرق رياض الصالحين، تأليف محمد بن علان الصديقي، تحقيق: جمعية النشر والتأليف الأزهرية؛ الناشر: دار الكتاب العربي.
- تطريز رياض الصالحين، تأليف: فيصل بن عبد العزيز آل مبارك، تحقيق: عبد العزيز بن عبد الله بن إبراهيم الزبير آل حمد؛ الناشر: دار العاصمة (1423 - 2002).

## وصلات خارجية
- كتاب رياض الصالحين طبعاته وشروحه على يوتيوب.
- رياض الصالحين مترجم لعدد من اللغات.